# Кінг (округ Лінкольн, Вісконсин)
Кінг (англ. King) — місто (англ. town) в США, в окрузі Лінкольн штату Вісконсин. Населення — 964 особи (2020).

## Демографія
Згідно з переписом 2010 року, у місті мешкало 855 осіб у 373 домогосподарствах у складі 272 родин. Було 873 помешкання
Расовий склад населення:
| - 99,4 % — білих - 0,1 % — корінних американців - 0,1 % — чорних або афроамериканців - 0,1 % — азіатів |

До двох чи більше рас належало 0,2 %. Частка іспаномовних становила 0,8 % від усіх жителів.
За віковим діапазоном населення розподілялося таким чином: 17,2 % — особи молодші 18 років, 58,1 % — особи у віці 18—64 років, 24,7 % — особи у віці 65 років та старші. Медіана віку мешканця становила 52,2 року. На 100 осіб жіночої статі у місті припадало 106,0 чоловіків;  на 100 жінок у віці від 18 років та старших — 108,2 чоловіків також старших 18 років.
Середній дохід на одне домашнє господарство  становив 71 476 доларів США (медіана — 59 375), а середній дохід на одну сім'ю — 82 704 долари (медіана — 78 011). Медіана доходів становила 55 417 доларів для чоловіків та 40 694 долари для жінок. За межею бідності перебувало 7,5 % осіб, у тому числі 22,7 % дітей у віці до 18 років та 2,1 % осіб у віці 65 років та старших.
Цивільне працевлаштоване населення становило 516 осіб. Основні галузі зайнятості: освіта, охорона здоров'я та соціальна допомога — 28,1 %, виробництво — 17,2 %, роздрібна торгівля — 14,1 %.